# Берёзовский сельсовет (Большеулуйский район)
Берёзовский сельсовет — сельское поселение в Большеулуйском районе Красноярского края.
Административный центр — село Берёзовка.

## Население
| 2010 | 2012 | 2013 | 2014 | 2015 | 2016 | 2017 |
| ---- | ---- | ---- | ---- | ---- | ---- | ---- |
| 679  | ↗692 | ↗695 | ↘685 | ↗699 | ↘665 | ↘645 |

## Состав сельского поселения
В состав сельского поселения входят 4 населённых пункта:
| № | Населённый пункт | Тип населённого пункта       | Население |
| - | ---------------- | ---------------------------- | --------- |
| 1 | Берёзовка        | село, административный центр | 359       |
| 2 | Елга             | деревня                      | 181       |
| 3 | Кумыры           | деревня                      | 70        |
| 4 | Новоселы         | деревня                      | 69        |

## Местное самоуправление
Березовский сельский Совет депутатов
Дата избрания14.03.2010. Срок полномочий: 5 лет. Количество депутатов: 7
Глава муниципального образования
- Вигель Валентина Александровна. Дата избрания: 14.03.2010. Срок полномочий: 5 лет